# Silver Tarn, Hollas and Harnsey Mosses Site of Special Scientific Interest

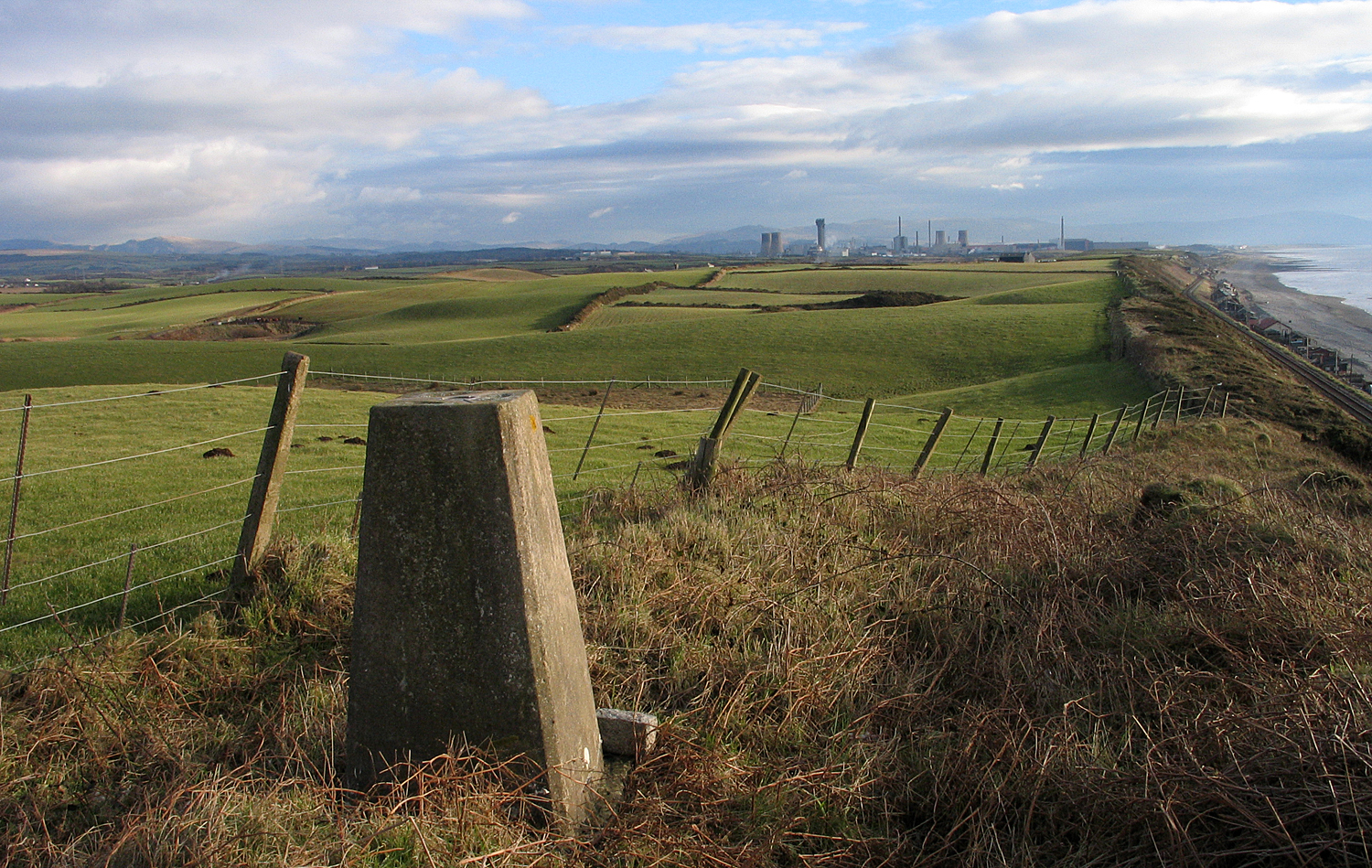
Blick über den Silver Tarn, Hollas and Harnsey Mosses Site of Special Scientific Interest. Die Nuklearanlage von Sellafield ist am Horizont erkennbar

Der Silver Tarn, Hollas and Harnsey Mosses Site of Special Scientific Interest ist ein Site of Special Scientific Interest in Cumbria, England. Das Gebiet umfasst drei kleine Gewässer zwischen Nethertown und Breystones an der Küste von Cumbria. Das Gebiet hat eine Größe von 5,3 Hektar.
Der Silver Tarn ist und das Hollas Moss sind flache sumpfige Niederungen, das Harnsey Moss ist das größte Gewässer und das einzig offene Gewässer der Gruppe. Alle drei Gewässer sind Toteisseen, die sich im Geschiebelehm beim Rückzug von Gletschern gebildet haben. Die Gruppe ist ein der ganz wenigen noch intakten Toteissee-Gruppen in Großbritannien und ein seltenes Feuchtbiotop dieser Art im landwirtschaftlich intensiv genutzten Gebiet.
Der Silver Tarn, der in zwei Hälften zerfällt, die East Silver Tarn und West Silver Tarn genannt werden sowohl durch Grundwasserquellen, wie auch Niederschläge und Oberflächenwasserablauf ständig feucht gehalten. Der östliche Teil ist besonders feucht und bildet ein sogenanntes Schwingmoor. Während der Silver Tarn einen sehr niedrigen Säurewert aufweist, ist das Hollas Moss teilweise sehr sauer, doch an Stellen vor allem in der Mitte der Niederung macht sich der Niederschlag bemerkbar durch einen niedrigeren Säurewert.
Harnsey Moss ist ein typischer See mit einem hohen Nährstoffgehalt und weist eine für diese Art von See typische Vegetation auf. Im See sind Callitriche stagnalis und Knöterich-Laichkraut und Schwimmendes Laichkraut vertreten.